# Eddy Khidzer
Eddy Zulqarnain Bin Khidzer (ur. 24 maja 1994) – singapurski zapaśnik walczący w stylu klasycznym. Zajął czternaste miejsce na mistrzostwach Azji w 2015. Brązowy medalista igrzysk Azji Południowo-Wschodniej w 2023; piąty w 2019 roku.